# Liste der Monuments historiques in Bassuet
Die Liste der Monuments historiques in Bassuet führt die Monuments historiques in der französischen Gemeinde Bassuet auf.

## Liste der Objekte
| Bezeichnung        | Beschreibung                  | Standort                        | Kennzeichnung | Schutzstatus | Datum | Bild |
| ------------------ | ----------------------------- | ------------------------------- | ------------- | ------------ | ----- | ---- |
| Zwei Leuchterengel | Holz, 16. Jahrhundert         | in der Kirche St-Nicolas (Lage) | PM51003461    | Inscrit      | 2003  |      |
| Konsoltisch        | Holz, Marmor, 18. Jahrhundert | in der Kirche St-Nicolas (Lage) | PM51000070    | Classé       | 1911  |      |